# Сповільнена флуоресценція
Сповільнена флуоресценція (рос. замедленная флуоресценция, англ. delayed fluorescence) — флуоресцентний процес, що визначається способом заселення першого збудженого синглетного стану. Розрізняють три типи:
- 1. Тип Е — перший збуджений синглетний стан заселяється з термічно активованих безвипромінювальних переходів з першого збудженого триплетного стану. Заселеності синглетного і триплетного станів у цьому випадку перебувають у термічній рівновазі, тому час життя цієї флуоресценції та супутній їй фосфоресценції однаковий.
- 2. Тип Р — перший збуджений синглетний стан заселяється внаслідок взаємодії двох молекул у триплетному стані (триплет-триплетна анігіляція), утворюючи при тому одну молекулу в збудженому синглетному стані. В цьому біфотонному процесі час життя такої флуоресценції становить половину величини супутньої фосфоресценції.
- 3. Рекомбінаційна флуоресценція. Перший збуджений синглетний стан заселяється внаслідок рекомбінації радикал-йонів з електронами або рекомбінації радикал-йонів з протилежними зарядами.